# Bermudas nos Jogos Pan-Americanos de 2015
Bermudas competiu nos Jogos Pan-Americanos de 2015 em Toronto de 10 a 26 de julho de 2015. O país competiu em 7 esportes com 16 atletas e conquistou uma medalha de bronze.